# Carl Adolf Gyllenstierna
Carl Adolf Gyllenstjerna, född den 19 januari 1699, död den 16 februari 1733, var en svensk greve, hovman och ämbetsman. Han var son till överståthållaren Christopher Gyllenstierna till Eriksberg och Katarina, dotter till pfaltzgreven Adolf Johan hertig av Stegeborg.
Gyllenstierna studerade vid Lunds universitet, vars rector illustris han var 1716. Han blev efter nedläggandet av rektoratet kammarherre, sedan lagman på Gotland och, ogift,  på försåtligt sätt ihjälstucken i Karlskrona av kaptenlöjtnanten vid amiralitetet friherre Wilhelm von Krassow.